# Brier
Brier – miasto w Stanach Zjednoczonych, w stanie Waszyngton, w hrabstwie Snohomish.